# Teoria das ideias
A Teoria das Ideias ou Teoria das Formas é um conjunto de conceitos filosóficos criado por Platão, na Grécia Antiga. Esta teoria declara que a realidade mais fundamental é composta de ideias ou formas abstratas, mas substanciais. Para ele estas ideias ou formas são os únicos objetos capazes de oferecer verdadeiro conhecimento. A teoria foi desenvolvida em vários de seus diálogos como uma tentativa de resolver o problema dos universais.
Exemplos notáveis de Formas são a Ideia do Bem, considerada o "conhecimento máximo" (megiston mathema) em A República; e a Ideia do Belo na scala amoris, em O Banquete.

## Etimologia
O conceito grego de 'forma' precede a linguagem atestada e é representado por diversas palavras relacionadas principalmente com a visão ou a aparência das coisas. As principais palavras, εἶδος (eidos) e ἰδέα (ideia), vêm da raiz proto-indo-europeia *weid-, "ver". A palavra eidos é atestada em textos do período homérico, o mais antigo da literatura grega. Igualmente antigo é o termo μορφή (morphē), "forma", de origem obscura. O termo φαινόμενα (phainomena), "aparências", de φαίνω (phainō), "brilho", do indo-europeu *bhā-, era um sinônimo.

## Origem da Teoria
Os filósofos pré-socráticos, desde Tales, notaram que a aparência das coisas mudava e começaram a se perguntar o que a coisa que muda realmente é. A resposta é: substância - aquilo que permanece, mesmo na mudança, seria a coisa realmente existente. Então, o conceito de aparência foi questionado: o que seria a forma e como estaria relacionada com a substância?
Platão usa outras palavras para designar aquilo que é tradicionalmente chamado forma ou ideia: idéa, morphē, eîdos e parádeigma, além de génos, phýsis e ousía. Segundo a teoria platônica, as formas (ou ideias), que são abstratas, não materiais (mas substanciais), eternas e imutáveis, é que seriam dotadas do maior grau de realidade - e não o mundo material, mutável, conhecido por nós através das sensações. As formas ou essências das coisas seriam independentes dos objetos comuns - cujo ser e cujas propriedades participariam das essências, porém num grau inferior, em relações chamadas metéxis (participação). Platão fala dessas entidades através dos personagens dos seus diálogos (sobretudo Sócrates), os quais algumas vezes sugerem que somente o estudo das formas poderia levar ao conhecimento verdadeiro. Platão também se refere às formas em A República, quando propõe uma possível solução para o problema dos universais.

## Formas
As ideias ou formas residiriam no mundo inteligível, fora do tempo e do espaço (hyperuranion) - e não no mundo sensível ou material. Sua natureza seria perene e imutável, transcendente. Os fenômenos, objetos do mundo comum, organizam suas estruturas conformes a estas ideias ou formas primordiais, mas não são capazes de revelá-las em sua plenitude, sendo apenas cópias, imitações imperfeitas. Também os conceitos abstratos, tais como igualdade, diferença, movimento e repouso, eram considerados ideias ou formas. A formulação da teoria era intuitiva, e suas limitações foram analisadas pelo próprio Platão no diálogo Parmênides.
Platão define a natureza das ideias através de quatro propriedades: espiritualidade, realidade, imutabilidade e pureza. A espiritualidade é inteligível, ou seja, é invisível aos olhos humanos e apreendida pela razão. A realidade seria um método ilegível e errôneo. Para Platão, as ideias não são conceitos abstratos do espírito, nem pensamentos do Espírito divino, mas são realidades subsistentes e individuais, sendo objeto da contemplação científica e fonte das realidades da terra. A imutabilidade e a pureza são derivadas da realidade, mas a imutabilidade exclui toda mudança, já que as ideias são eternas. A pureza realiza a essência plenamente e sem mistura, de modo que cada ideia, na sua ordem, é perfeita.

As Formas são expostas nos diálogos e no discurso geral de Platão, em que todo objeto ou qualidade na realidade participa de pelo menos alguma forma ou ideia, mas nem todas as coisas representam uma Ideia em si que seria absoluta e infinita como o Bem, Belo e Justo: no diálogo Parmênides, Sócrates é questionado e nega achar que existam formas de coisas triviais:
“E você está indeciso sobre certas outras coisas, que você pode achar um tanto ridículas, como cabelo, lama, sujeira ou qualquer outra coisa particularmente vil e sem valor? Você diria que há uma ideia de cada uma dessas, distinta e diferente das coisas com as quais temos que lidar ou não?’

‘De maneira nenhuma’, disse Sócrates. ‘Não, acho que essas coisas são como elas nos parecem, e seria absurdo acreditar que há uma ideia delas'. 
Não haveria uma Ideia "xicaricidade" para as xícaras ou "cavalicidade" para cavalos. O Manual do Platonismo pelo médio platônico Alcino (século II) explicita não haver formas para objetos relativos:
"A Forma é definida como um modelo eterno de coisas que estão de acordo com a natureza. Pois a maioria dos platonistas não aceitam que existam Formas de objetos artificiais, como um escudo ou uma lira, nem coisas contrárias à natureza, como a febre ou cólera, nem de indivíduos, como Sócrates ou Platão, nem ainda de qualquer coisa trivial, como lama ou palha, nem de relações, como o maior ou o superior. Pois as Formas são pensamentos eternos e perfeitos de Deus.”
Uma Forma é um "projeto" objetivo de perfeição. O problema dos universais - como uma coisa em geral pode ser muitas coisas em particular - foi resolvido presumindo que a Forma era uma coisa singular distinta, mas causava representações plurais de si mesma em objetos particulares. Por exemplo, no Parmênides, Sócrates declara: "Nem, novamente, se uma pessoa mostrar que tudo é um por estar participando de um, e ao mesmo tempo muitos por estar participando de muitos, isso seria muito surpreendente. Mas se ele me mostrasse que o um absoluto é muitos, ou que o muitos absoluto é um, eu ficaria realmente impressionado".:p129 A matéria é considerada particular em si mesma. Para Platão, formas como a beleza são mais reais do que quaisquer objetos que as imitem. Embora as formas sejam atemporais e imutáveis, as coisas físicas estão em constante mudança de existência. Enquanto as formas são perfeição não qualificada, as coisas físicas são qualificadas e condicionadas.
Essas Formas são as essências de vários objetos: são aquelas sem as quais uma coisa não seria o tipo de coisa que é. Por exemplo, existem inúmeras mesas no mundo, existe uma ideia "mesa" que contém elas todas, mas a "mesidade" por sua vez é também uma condição de alguma Ideia ou Forma absoluta, não trivial: aquela que abrangesse os objetos espaçotemporais; alguma Ideia absoluta é a essência de todos eles. O Sócrates de Platão sustentava que o mundo das Formas é transcendente ao nosso próprio mundo (o mundo das substâncias) e também é a base essencial da realidade, manifestando-se nas coisas em imanência. Superordenadas à matéria, as Formas são as mais puras de todas as coisas. Além disso, ele acreditava que o verdadeiro conhecimento/inteligência é a capacidade de compreender o mundo das Formas com a mente.

### Terminologia

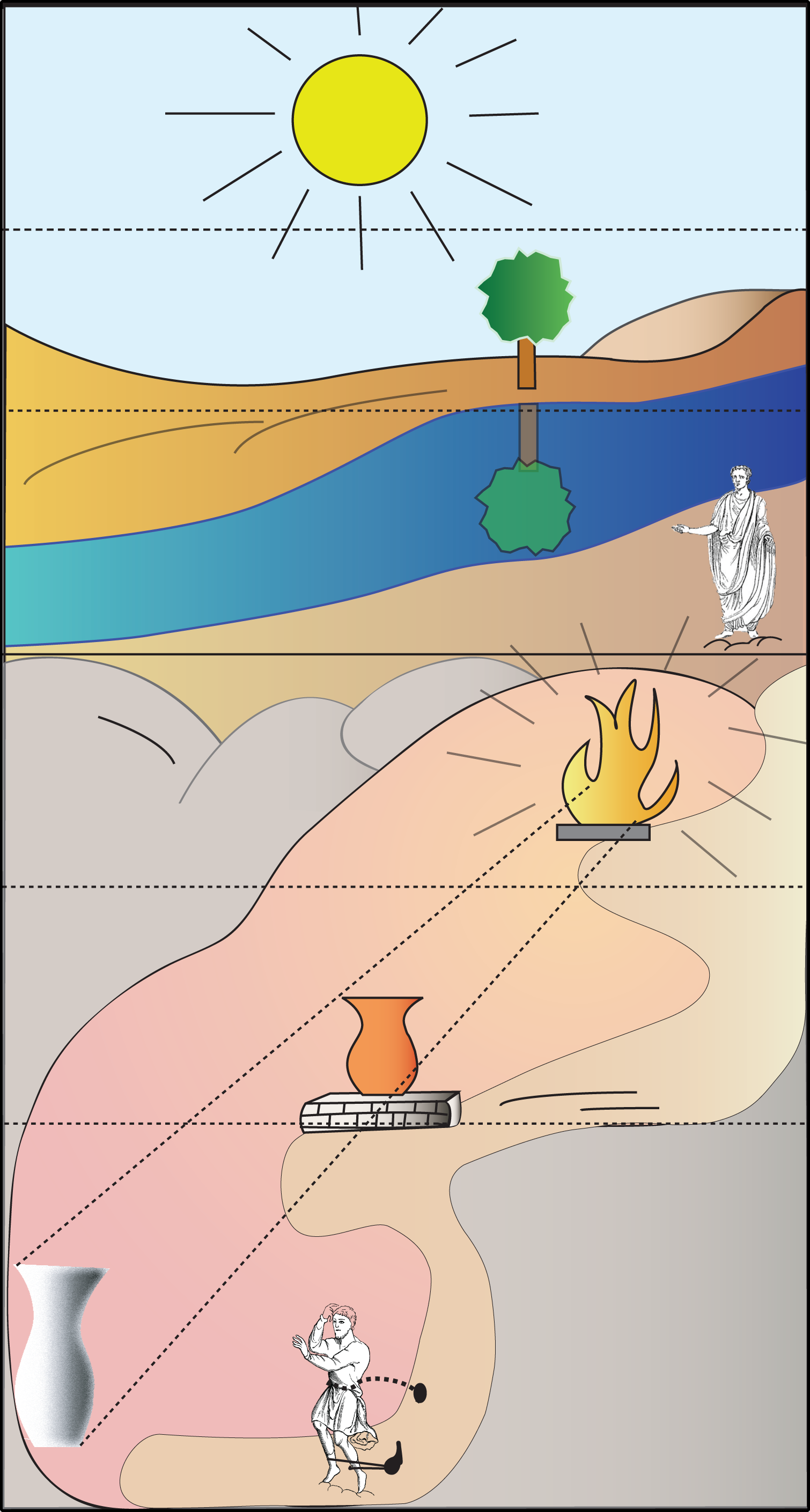
Na Alegoria da Caverna, os objetos vistos não são reais, de acordo com Platão, mas literalmente imitam as Formas reais.

A palavra "forma" pode ser usada para traduzir dois conceitos distintos que diziam respeito a Platão - a "forma" externa ou aparência de algo, e "Forma" em uma nova natureza técnica, que nunca
...assuma uma forma como a de qualquer uma das coisas que nela entram; ... Mas as formas que nela entram e saem são as semelhanças de existências reais modeladas segundo seus padrões de maneira maravilhosa e inexplicável.... 
Os objetos que são vistos, segundo Platão, não são reais, mas são apenas "ícones" ou "imagens" que literalmente imitam as Formas reais. Na Alegoria da Caverna expressa em A República, as coisas que normalmente são percebidas no mundo caracterizam as sombras das coisas reais, que não são percebidas diretamente. Aquilo que o observador entende quando vê o mundo imita os arquétipos dos muitos tipos e propriedades (isto é, de universais) das coisas observadas.

### Reino inteligível e separação das Formas
Platão frequentemente invoca, particularmente em seus diálogos Fédon, A República e Fedro, uma linguagem poética para ilustrar o modo como se diz que as Formas existem. Perto do final do Fédon, por exemplo, Platão descreve o mundo das Formas como a região pristina do universo físico localizada acima da superfície da Terra (Fédon 109a-111c). No Fedro, as Formas estão em um "lugar além do céu" (huperouranios topos) (Fedro 247c ss); e na República, o mundo sensível é contrastado com o reino inteligível (noēton topon), na famosa Alegoria da Caverna.
Existem alguns que consideram um erro considerar as imagens de Platão como postuladoras do mundo inteligível como um espaço físico literal à parte deste. Platão enfatiza que as Formas não são seres que se estendem no espaço (ou no tempo), mas subsistem de qualquer espaço físico. Assim, lemos em O Banquete sobre a Forma da Beleza: "Não está em nenhum outro lugar, como em um animal, ou na terra, ou no céu, ou em qualquer outra coisa, mas por si só consigo mesma.." (211b). E no Timeu, Platão escreve: "Como essas coisas são assim, devemos concordar que aquilo que mantém sua própria forma imutável, que não foi trazida a ser nem é destruída, que não recebe em si mesma qualquer outra coisa de qualquer outro lugar, nem a si mesma entra em qualquer coisa de qualquer outro lugar, isso é uma coisa". (52a).
Também no Timeu, Platão afirma que há um "terceiro tipo" entre o mundo inteligível e o mundo sensível, denominado de khôra: um recipiente sem formas, análogo a um "não-ser", que recebe todas as Formas ou Ideias inteligíveis e as "copia", moldando as formas sensíveis transitórias. No mundo sensível, as Formas celestes e eternas são replicadas através desse espaço do "Receptáculo" (hypodoche), multiplicando-se nos fenômenos que delas participam, e por isso elas são descritas na narrativa por Sócrates como modelos primordiais: "paradigmas" (paradeigmata):
“São como padrões (παραδείγματα) estabelecidos na natureza e outras coisas assemelham-se a eles e são semelhanças; e essa participação das Formas é, por outras coisas, simplesmente estar modelado nelas." (Parmênides 132d)

## Evidência das formas
A principal evidência de Platão para a existência de Formas é apenas intuitiva e é a seguinte.

### Percepção humana
Chamamos o céu e o jeans azul da mesma cor, azul. No entanto, claramente um par de jeans e o céu não são da mesma cor; além disso, os comprimentos de onda da luz refletida pelo céu em todos os locais e todos os milhões de calças de jeans em todos os estados de desbotamento mudam constantemente, e ainda assim, de alguma forma, temos um consenso da forma básica "azulidade" que se aplica a eles. Diz Platão: 
Mas se a própria natureza do conhecimento mudar, no momento em que a mudança ocorrer, não haverá conhecimento e, de acordo com essa visão, não haverá ninguém para saber e nada para saber: mas se aquilo que sabe e aquilo que é sabido existem sempre, e que o belo e o bom e todas as outras coisas também existem, então não acho que possam se parecer com um processo de fluxo, como  estivemos supondo agora.
Platão acreditava que muito antes de nossos corpos existirem, nossas almas existiam e habitavam o céu, onde se familiarizaram diretamente com as próprias Ideias. O conhecimento real, para ele, era o conhecimento das formas. Mas o conhecimento das Formas não pode ser obtido através da experiência sensorial, porque as Formas não estão no mundo físico. Portanto, nosso conhecimento real das Formas deve ser a memória (reminiscência) de nosso conhecimento inicial das formas no céu. Portanto, o que parece aprender é de fato apenas lembrar.

### Perfeição
Ninguém nunca viu um círculo perfeito, nem uma linha perfeitamente reta, mas todos sabem o que são um círculo e uma linha reta. Platão utiliza o projeto do fabricante de ferramentas como evidência de que as Formas são reais:
... quando um homem descobre o instrumento que é naturalmente adaptado a cada obra, ele deve expressar essa forma natural, e não outras que ele gosta, no material.
Círculos ou linhas percebidos não são exatamente circulares ou retas, e círculos e linhas verdadeiros nunca poderiam ser detectados, pois, por definição, são conjuntos de pontos infinitamente pequenos. Mas se os perfeitos não fossem reais, como eles poderiam direcionar o fabricante?

## Influências
No idealismo alemão, Arthur Schopenhauer utiliza em seu O Mundo como Vontade e Representação uma versão da teoria platônica das ideias para explicar as coisas individuais do mundo como representação das "Ideias Platônicas", que são padrões eternos, multiplicados e manifestados no espaço-tempo como fenômenos sensíveis particulares a partir da objetificação da Vontade.
Carl Gustav Jung identificou as ideias platônicas como a versão filosófica daquilo que ele incorporou em sua psicologia como arquétipos do inconsciente e o caráter mental de uma realidade transcendente coletiva que ele chamou de "psicoide".